# Leiqin
Leiqin (擂琴 / 擂琴,  léiqín – „donnerndes Instrument“), auch leihu, ist eine zweisaitige Röhrenspießgeige in der chinesischen Musik.

## Herkunft
Die leiqin wurde in den 1920er Jahren vom chinesischen Volkskünstler Wang Dianyu auf der Grundlage der zhuihu entwickelt. Seit 1953 ist der Name des Instruments leiqin.

## Bauform
Der metallene Klangkörper ist mit Schlangenhaut bedeckt. An dessen oberen Ende befindet sich ein kleiner Steg über den die zwei Saiten des Instruments zum bundlosen Griffbrett geführt werden.
Es gibt zwei unterschiedlich große Typen der leiqin: Die größere ist 110 cm lang und mit zwei Stahlsaiten bespannt, die kleinere von 90 cm Länge hat Saiten aus Seide.

## Spielweise
Der Spieler hält die leiqin senkrecht oder fast senkrecht gegen seinen Oberschenkel während eine Hand den Bogen führt und die andere die Saiten gegen das Griffbrett drückt. Der Klang des Instruments, das sowohl solo als auch in einem Orchester gespielt wird, hat einen großen Tonumfang. Die leiqin kann sehr laut gespielt werden  und besitzt deswegen eine große Ausdruckskraft. Virtuosen des Instruments wie Yongzhi Zhang können Tierstimmen, etwa Tierheulen oder Vogelzwitschern, die menschliche Sprache und sogar den Gesangstimmen der chinesischen Oper und verschiedene andere Instrumente nachahmen.